# 샤르바트
샤르바트(아랍어: شربات)는 과일이나 꽃잎 등으로 만든 서아시아와 남아시아의 달콤한 음료이다.

## 이름
아랍어 "샤르바트(شربات)"는 "마시다"를 뜻하는 동사 "샤리바(شَرِبَ)"에서 나온 말로, 영어 "셔벗(sherbet)"은 아랍어 "샤르바트"의 튀르키예어식 표현인 "셰르베트(şerbet)"에서 나왔다. 그 외에도 "샤르바트"의 다른 동원어로는 "음료"를 뜻하는 아랍어 "샤랍(شَرَاب)"에서 나온 영어 "시럽(syrup)"과 "수프"를 뜻하는 아랍어 "슈르바(شُرْبَة)"에서 나온 터키어 "초르바(çorba)" 등이 있다.

## 같이 보기
- 셔벗